# Ken Wilburn
Kenneth Wilburn, detto Ken (River Rouge, 8 giugno 1944 – Ecorse, 6 ottobre 2016), è stato un cestista statunitense, professionista nella NBA e nella ABA.

## Carriera
Venne selezionato dai Philadelphia 76ers al quarto giro del Draft NBA 1966 (39ª scelta assoluta).

## Palmarès
- Campione EPBL (1970)
- EPBL Most Valuable Player (1968)
- EPBL Rookie of the Year (1967)
- 2 volte campione EBA (1972, 1975)
- EBA Most Valuable Player (1974)